# دنییل کاوانا
دنیل کاوانا (به انگلیسی: Daniel  Cavanagh) (زادهٔ ۶ اکتبر ۱۹۷۲) خواننده و آهنگ‌ساز انگلیسی گروه راک انگلیسی آناتما است که به همراه برادرش وینسنت کاوانا در سال ۱۹۹۰ گروه آناتما را تشکیل داد. او علاوه بر آناتما در پروژه‌های دیگر نیز مشارکت داشته است، مانند آنتی‌متر و Leafblade.